# Municipio de Masonville
El municipio de Masonville (en inglés: Masonville Township) es un municipio ubicado en el condado de Delta en el estado estadounidense de Míchigan. En el año 2010 tenía una población de 1734 habitantes y una densidad poblacional de 3,93 personas por km².

## Geografía
El municipio de Masonville se encuentra ubicado en las coordenadas 46°2′11″N 86°53′9″O / 46.03639, -86.88583. Según la Oficina del Censo de los Estados Unidos, el municipio tiene una superficie total de 441.47 km², de la cual 434,59 km² corresponden a tierra firme y (1,56 %) 6,87 km² es agua.

## Demografía
Según el censo de 2010, había 1734 personas residiendo en el municipio de Masonville. La densidad de población era de 3,93 hab./km². De los 1734 habitantes, el municipio de Masonville estaba compuesto por el 92,68 % blancos, el 0,06 % eran afroamericanos, el 3,17 % eran amerindios, el 0,23 % eran asiáticos y el 3,86 % eran de una mezcla de razas. Del total de la población el 0,81 % eran hispanos o latinos de cualquier raza.